# 34028 Wuhuiyi
34028 Wuhuiyi este o planetă minoră (asteroid) din centura de asteroizi. A fost descoperită pe 23 iulie 2000 la Experimental Test Site⁠(d) de Lincoln Near-Earth Asteroid Research. 
Obiectul prezintă o orbită caracterizată de o semiaxă mare de 2,2514673 UAi, o excentricitate de 0,11, o înclinație de 4,05155 ° în raport cu ecliptica.